# Плоскоглава кузиманзе
Плоскоглава кузиманзе (Crossarchus platycephalus) е вид бозайник от семейство Мангустови (Herpestidae).

## Разпространение и местообитание
Разпространен е в Екваториална Гвинея, Камерун, Република Конго, Нигерия и Централноафриканската република.